# Pauline Gill
 (octobre 2023).
La mise en forme du texte ne suit pas les recommandations de Wikipédia : il faut le « wikifier ».
Les points d'amélioration suivants sont les cas les plus fréquents. Le détail des points à revoir est peut-être précisé sur la page de discussion.
- Les titres sont pré-formatés par le logiciel. Ils ne sont ni en capitales, ni en gras.
- Le texte ne doit pas être écrit en capitales (les noms de famille non plus), ni en gras, ni en italique, ni en « petit »…
- Le gras n'est utilisé que pour surligner le titre de l'article dans l'introduction, une seule fois.
- L'italique est rarement utilisé : mots en langue étrangère, titres d'œuvres, noms de bateaux, etc.
- Les citations ne sont pas en italique mais en corps de texte normal. Elles sont entourées par des guillemets français : « et ».
- Les listes à puces sont à éviter, des paragraphes rédigés étant largement préférés. Les tableaux sont à réserver à la présentation de données structurées (résultats, etc.).
- Les appels de note de bas de page (petits chiffres en exposant, introduits par l'outil «  Source ») sont à placer entre la fin de phrase et le point final[comme ça].
- Les liens internes (vers d'autres articles de Wikipédia) sont à choisir avec parcimonie. Créez des liens vers des articles approfondissant le sujet. Les termes génériques sans rapport avec le sujet sont à éviter, ainsi que les répétitions de liens vers un même terme.
- Les liens externes sont à placer uniquement dans une section « Liens externes », à la fin de l'article. Ces liens sont à choisir avec parcimonie suivant les règles définies. Si un lien sert de source à l'article, son insertion dans le texte est à faire par les notes de bas de page.
- La présentation des références doit suivre les conventions bibliographiques. Il est recommandé d'utiliser les modèles {{Ouvrage}}, {{Chapitre}}, {{Article}}, {{Lien web}} et/ou {{Bibliographie}}. Le mode d'édition visuel peut mettre en forme automatiquement les références.
- Insérer une infobox (cadre d'informations à droite) n'est pas obligatoire pour parachever la mise en page.

Pour une aide détaillée, merci de consulter Aide:Wikification.
Si vous pensez que ces points ont été résolus, vous pouvez retirer ce bandeau et améliorer la mise en forme d'un autre article.
 (mai 2023).
Si vous disposez d'ouvrages ou d'articles de référence ou si vous connaissez des sites web de qualité traitant du thème abordé ici, merci de compléter l'article en donnant les références utiles à sa vérifiabilité et en les liant à la section « Notes et références ».
Pour les articles homonymes, voir Gill.
Pauline Gill (1942-) est une écrivaine et une enseignante québécoise.

## Biographie
Née sur la Côte-du-Sud, dans le comté de L'Islet, elle obtient son baccalauréat en arts après des études historiques, sociologiques et littéraires. Pauline Gill a résidé pendant trente-trois ans à Longueuil avant de s'établir à Verchères en 2006.
Elle a enseigné au cégep Marie-Victorin et elle a été réviseuse linguistique au collège de Rosemont.
Membre de l'Union des écrivains québécois, elle a fait des recherches pour l'Institut national de la recherche scientifique. Elle est également membre de l'Association des auteurs de la Montérégie depuis sa fondation en 1996.
Huit de ses publications sont des best-sellers, notamment sa tétralogie La saga de la cordonnière, portée au grand écran dans le film La Cordonnière de François Bouvier.

## Ouvrages publiés
- La Porte ouverte, Éditions du Méridien (1990)
- Les Enfants de Duplessis (1991)
- Le Château retrouvé (1996)
- Dans l'attente d'un OUI (1997)
- Guide pour les aidants naturels (1999)
- [2] La Cordonnière (1998)
- [1] La Jeunesse de la cordonnière (1999)
- [3] Le Testament de la cordonnière (2000)
- Béni des dieux (2000)
- Réveil brutal à la forêt de Bonamandou (2001)
- Et pourtant elle chantait, 2001
- [4] Les Fils de la cordonnière (2003)
- Marie-Antoinette : La Dame de la rivière Rouge (2005)
- Docteure Irma. 1, La louve blanche (2006)
- Dans les yeux de Nathan (2006) (Jeunesse)
- Le Miracle de Juliette (2007) (Jeunesse)
- Évangéline et Gabriel (2007)[3]
- Docteure Irma. 2, L'indomptable (2008)
- Docteure Irma. 3, La soliste (2009)
- Gaby Bernier. 1, [1901-1927] (2012)
- Gaby Bernier. 2, [1927-1940] (2013)
- Gaby Bernier. 3, [1940-1976] (2014)
- Dans le regard de Luce. 1. (2015)[4]
- Dans le regard de Luce. 2. (2016)

## Honneurs
- 1993 - Prix du meilleur livre sonore de la bibliothèque de l'INCA
- 1998 - Prix du public du Salon du livre de Rimouski
- 1998 - Prix littéraire des professionnels de la documentation
- 2001 - Grand Prix littéraire de la Montérégie
- 2004 - Création du Prix littéraire Pauline-Gill
- 2006 - Grand Prix littéraire de la Montérégie
- 2006 - Prix Philippe-Aubert-de-Gaspé
- 2007 - Grand Prix littéraire de la Montérégie